# I detta satans rum
I detta satans rum är Mats Jonssons fjärde självbiografiska seriealbum på Galago förlag.

## Baksidestext
I detta satans rum är en bok om hur vänskap och beundran blir till förakt, och hur kärlek vänds till skam. Det är också en bok om att vara ung i en främmande storstad en ledig eftermiddag när luften är hög och klar. Det satans rummet är beläget i ett studenthotell i London, dit Mats Jonsson åker med sin journalistklass hösten 1994 – den tid då både britpopen och triphopen håller på att explodera. Under fem intensiva veckor tär ett tjugotal unga människor på varandras tålamod, super, slåss, gråter och hånglar.
De inneboende spänningarna i gruppen går inte att stoppa och Mats ställs inför svåra val.